# Јелена Карлеуша
Јелена Карлеуша (Београд, 17. август 1978) српска је певачица, текстописац и медијска личност. Дошавши од изражаја 1995. када је издала албум Огледалце, током наредних деценија успоставила се као један од водећих регионалних извођача са низом успешних албума, као и два велика концерта у Београду — All About Diva (2010) и  (2013).
Часописи Focus и W назвали су је „балканском Мадоном” и „српском Лејди Гагом”. Стекла је велико праћење на друштвеним медијима и утицај кроз свој модни стил, поставши друга особа из Србије која је достигла милион пратилаца на платформи Instagram. Била је чланица жирија и менторка у популарном телевизијском музичком такмичењу Звезде Гранда (2015—2021). Од 2025. део је жирија певачког такмичења Пинкове звезде.

## Детињство и младост
Рођена је 17. августа 1978. године у Београду, у тадашњој Социјалистичкој Републици Србији. Једино је дете словеначке новинарке и радио-водитељке Дивне (1958—2019) и београдског капетана полиције Драгана Карлеуше (1947).
Одрасла је у новобеоградском насељу Фонтана, где је после развода родитеља живела са мајком. Похађала је Земунску гимназију, али је на крају завршила Средњу туристичку школу. Према речима Карлеуше, похађала је и музичку школу и као дете је свирала флауту. Лепу Брену је навела као један од својих главних музичких утицаја током одрастања.

## Каријера

### 1995—1996:ОгледалцеиЖените се момци
Са шеснаест година, Карлеуша је изразила жељу да постане певачица уз подршку своје мајке, која ипак није успела да финансијски подржи Јеленин деби албум због инфлације и изазовне економске ситуације у земљи. На крају, уз помоћ певачице Драгане Мирковић, Карлеуша је успела да изда свој први албум Огледалце за Дискос 24. априла 1995, што је био комерцијални успех, продавши више од 100.000 примерака у Југославији. Наиме, годину дана пре, Зоран Тутуновић јој је предложио да сними његову композицију, за коју је текст написао Драган Брајовић, а Карлеуша је на то радо пристала. Тако је настала песма „Огледалце”. Будући да није имала двадесет хиљада за издавање албума, ангажовала је менаџера, Зорана Башановића, коме је, како наглашава, уложени новац вратила. Јелена је због свог изгледа одмах скренула пажњу на себе. Поред насловне нумере хит су постале и песме Најбоља другарице и Сузе девојачке. У то време најтиражнији лист Сабор је Јелени прогнозирао велику каријеру уз наслов Звезда је рођена.
Већ следеће године излази њен други албум, назван Жените се момци, са истоименом хит–песмом. Поред ове песме, вероватно Карлеушиног јединог турбо-фолк хита у каријери, песма која је касније заживела у народу је модернија „Сад смо странци постали”, као и песма „Сада знам”, коју је написао Дино Мерлин а после Јелене је снимила хрватска певачица Ивана Банфић. Музику за албуму свирао је Злаја бенд, а Јелена је касније признала да је то једини албум на коме је направила уступак и снимала песме које су јој други бирали и да то више неће дозволити. Албум је продат у тиражу од 100.000 примерака.

### 1997—1998:Вештице, вилеиЈелена
Године 1997. излази и трећи певачицин албум, Вештице, виле, који је донео и промене у њеном визуелном идентитету. Са албума су се издвојиле нумере „Вештице, виле”, „Ко ову драму режира” и „Циција”. Претходни албум објавила је за кућу ПГП РТС, да би за снимање трећег албума прешла у ЗаМ. Албум је продат у тиражу од 150.000 примерака.
Четврти албум који је Карлеуша издала био је Јелена, а песме које су се издвојиле биле су „Јелена”, „Куме”, „Судбину пореци” и „Жене воле дијаманте”. Четврти албум је један од најбитнијих у дотадашњој Јелениној каријери јер јој је донео велику популарност. Албум је продат у тиражу од 300.000 примерака. Крајем 1998. издаје дуетску песму „Преживећу” са Дејаном Милићевићем.

### 1999—2001:Гили, гилииЗа своје године
Јелена 1999. снима албум Гили, гили, који је на велика врата враћа на естрадну сцену и додатно учвршћује њену позицију у самом врху. Било је то захваљујући веома популарним песмама „Гили, гили”, „Безнадежан случај”, „Све јој моје дај”, „Траума”. „Гили, гили” је био велики хит на радио-станицама широм земље, а Јелена је промовисала и песму „Лепа млада”. Неколико недеља касније, њен вереник Зоран Давидовић брутално је убијен на ауто-путу Београд–Загреб, након чега је Карлеуша прекинула промоцију албума и повукла се из јавног живота. Албум Гили, гили је објавила за Grand Production. Између ње и челника издавачке куће, Саше Поповића, јавиле су се несугласице због којих је певачица напустила популарну издавачку кућу. Албум је продат у тиражу од 250.000 примерака.
Јелена наредне године прекида паузу и за Best Records издаје албум За своје године, који остварује огроман комерцијални успех и Карлеуша од издавача добија награду за продат тираж у износу од 200.000 примерака за само месец дана. Песма Лудача била је највећи хит године, а спот за ту песму је у то време био револуционаран. Јелена је добила бројне награде за најбољи албум године, певачицу године, хит године, спот године, а песме „Па наравно”, „Bye, bye”, „Безобразна” и „Није она него ја” су биле велики хитови. Последњу песму на албуму, „Баладу за Зорана”, посветила је свом настрадалом веренику Зорану Давидовићу Ћанди. У исто време Јелена снима песму „Don't Speak” која је обрада групе „No Doubt” из 1996. за потребе емисије За милион година.

### 2002—2005:Само за твоје очииМагија
Године 2001. Јелена је добила позив од Тодориса Кирјакуа, власника грчке издавачке куће Heaven Music, за сарадњу. Приметили су је због спота „Лудача” и желели су да од ње направе интернационалну звезду. Песме за Јелену је написао најпопуларнији грчки композитор Фибус, док је текстове урадила Марина Туцаковић. Heaven Music је желео да Јелена сними макси сингл са четири песме на енглеском језику и њима се представи светској музичкој сцени. Албум Само за твоје очи, надмашује успех свих претходних које је снимила, а издавачка кућа за Србију, BK Sound, платила је 250.000 марака лиценцу за издавање. На промоцији албума на телевизији радио је читав тим људи, много пре него што је он био објављен. Публика је дуго очекивала нове песме, а када их Јелена представила, постигла је велики комерцијални успех.
Спот за песму „Манијак” је месецима пуштан негде у време јутарњег програма канала БК, а за њим и спотови за песме „Зар не” и „Мој драги”. Јелена је била највећа и најзаступљенија звезда куће, упркос Здравку Чолићу који је на истом каналу у то време промовисао албум Чаролија. Још један хит је била и песма „Само за твоје очи”, по којој је албум понео име. Ради се о брзој мелодији са јаким оријенталним утицајима, коју је Карлеуша откупила од Деспине Ванди. Карлеуша је у то време најављивала међународну каријеру, будући да је то био задатак грчке издавачке куће, чија је највећа звезда, Деспина, тада имала озбиљних приватних проблема. Медији су писали да су челници Heaven Music-а подлегли притиску Вандијеве и одлучили да новац уложе у њу, а Јелена је раскинула уговор.
Јелена је 2004. године са песмом Моли ме учествовала на Беовизији. Иако је важила за једног од фаворита публике и медија, само један од осам чланова жирија јој је доделио поене, због чега је завршила на једанаестом месту. Критичари су имали негативно мишљење о начину на који је отпевала песму, али су се углавном сложили да би Јелена једног дана направила „сјајан шоу” на Песми Евровизије.
Године 2005. Карлеуша је издала осми албум, назван Магија. По броју хитова ово је био најбољи албум у њеној дотадашњој каријери. Представља први албум који је објавила за City Records. Песма која је доживела највећи успех са овог албума је дует са Сашом Матићем под називом „Не смем да се заљубим у тебе”. Популарне песме са овог албума су „Магија”, „Ниси у праву”, „Иде маца око тебе”, „Управо остављена” и „Слатка мала”. У споту за песму „Слатка мала”, уз Јелену, која представља модну икону, играју три дрег краљице. Овим потезом певачица је добила статус геј иконе, а да јој је до таквог признања било стало говори њено касније ангажовање у борби против дискриминације и заштити права ЛГБТ особа. Јелена је исте године добила награде за певачицу године, албум године, хит године, дует године, али и награду Београдски победник за најбољу певачицу деценије.
Шеста песма на албуму Магија била је електропоп песма „Управо остављена”. Јелена је убрзо након промоције албума објавила спот за песму, који је на неки начин одредио ток њене каријере. Наиме, певачица је у споту по први пут носила провокативне кожне костиме, кожне рукавице и дуге кожне чизме. Овако је настојала да се облачи у готово свим наредним спотовима које је снимила. За потребе снимања урађена је фотомонтажа Јелене на крсту, што је наишло на бурну реакцију публике и бес појединих православних хришћана. Ово је био први пут да је нека домаћа музичка звезда привукла пажњу на тај начин. Карлеуша је и касније провоцирала религијским темама, објавивши песму „Нова религија” и слике на којима су лица светаца замењена њеним. Управо остављена је без обзира на спот била велики хит.

### 2006—2014:,Диваи пауза
У јануару 2006. Јелена снима дует са Ненадом Чанком, обраду песме „Што то бјеше љубав” која није никад изашла. За песму је урађен и спот, а део песме и спота објављени су YouTube-у.
У јуну 2007. отпевала је у емисији Гранд шоу песму „Казино”, којом је најавила свој нови албум. Девети албум у њеној каријери је понео назив JK Revolution и објављен је у фебруару 2008. године. Албум је отворила песма „Тихи убица” која је због спота изазвала бројне контроверзе. Због тога што су сцене у споту снимане у Карловачкој гимназији, прича о споту је појавила се у вестима Дневник 2. Група професора, ученика и њихових родитеља покренула је петицију с циљем забрањивања емитовања спота, како би се сачувао „углед” школе. Недељник Време је ово описао као пример „лажног морала”, рекавши да у споту нема ничег вредног цензуре. Спот за песму „Тихи убица” је у то време био најскупљи спот у региону. Са албума су се издвојиле песме „Ко ти то баје”, „Једна ноћ и кајање” и „Тихи убица”. После месец дана од појављивања албума медији су писали да је продат у тиражу од 400.000 примерака.
У марту 2009. године ушла је у ријалити-шоу Велики брат VIP као гост и изашла другог дана. Током лета 2009. године, Карлеуша је објавила први компилациони албум, The Diamond Collection. Албум се састоји од два диска, на којима се налази 35 певачициних хитова, од којих је једна увод. За овај албум је урадила нову верзију песме „Замена за љубав”. У исто време је настала и песма „Мани се”, дует са Галетом.
Крајем године, Карлеуша је покренула линију одеће под називом JK Wear. У децембру је објавила сингл „Инсомнија”, која обрађује боливудску песму из филма Rab Ne Bana Di Jodi. Електро-инфузирани сингл је са Карлеушине званичног веб-сајта преузет бесплатно преко милион пута. Штавише, ексцентрични визуелни приказ песме постао је први српски музички видео који је постао виралан на YouTube-у.
Први солистички концерт у Београду, под називом All About Diva, одржала је 15. маја 2010. године у Београдској арени пред 15.000 посетилаца. Песме изведене у Арени имале су нови аранжман. У новембру 2010. godine, издала је DVD са концерта All About Diva. Уз њега се налази и аудио-диск са песмама са концерта у ремиксованим верзијама, а од издавачке куће је добила плакету за платинасти тираж DVD-а. Током исте године, добила је колумну у дневним новинама Курир, која је привукла пажњу због њене подршке ЛГБТ+ заједници у Србији након прве Параде поноса у Београду, али и због њених отворених коментара о јавним личностима као што су Светлана Ражнатовић и Драган Марковић Палма.
Други сингл „Мушкарац који мрзи жене”, објављен је 4. јануара 2011. године. Продукцију песме радила је америчка певачица Биби Рекса. Јелена је сингл представила у емисији Амиџи шоу.
Трећи сингл са албума Дива, „Нова религија (Плава Шехерезада)”, премијерно је изведен 26. јуна 2011. На сцени је извела трбушни плес, а за потребе представљања нумере певачица се офарбала у светлосмеђе. Песма је инспирисана нумером из индијског филма Dum Dum Mast Hai.
Албум Дива је објављен 17. јуна и штампан је у тиражу од 400.000 примерака. Први тираж од 150.000 примерака је продат за један дан. Забележио је комерцијални успех, поставши један од најбрже продаваних албума српског извођача. Рекламна кампања албума је изазвала бројне контроверзе јер Јелена у једној реклами меље мозак у блендеру, а у другој се обесила. Песме „Крими рад” и „Со” су постигле велику популарност. Јелена је за те две песме урадила спотове. Издвојила се и песма „Содома и Гомора”.
Карлеуша је 15. јуна 2013. године одржала концерт на Ушћу, под називом Viva la Diva Show. Међутим, концерт је започео након више од сат времена кашњења због техничких проблема у вези са видео и аудио продукцијом, који су се наставили током целог концерта. Ипак, Карлеуша је успела да изведе све песме. Њен менаџмент је тврдио да је концерту присуствовало 40.000 људи. После се суочила са жестоким критикама медија због којих је на крају одлучила да предахне од јавног живота. Карлеуша је такође добила забрану на Пинку и изгубила уговор са City Recordsom-ом након неслагања са Жељком Митровићем.

### 2015—2022:Звезде Грандаи одлагање албума
Карлеуша је 2015. прекинула паузу потписавши уговор са Grand Production-ом и поставши члан жирија, а касније и ментор у ријалити талент-шоуу Звезде Гранда. Године 2016, приредила је гостовање у Водафон Парку у Истанбулу након што је тим њеног супруга, ФК Бешикташ, освојио национално првенство.
У јуну 2013. године, представила је своја прва издања исте године, два дуета: „Банкина” са Ацом Лукасом и „Остављам те” са Азисом, која је извела уживо у финалу сезоне такмичења Звезде Гранда. Пред крај јула на интернет је процурела демо верзија необјављеног дуета Карлеуше и Сајси MC, насловљеног „Изабране певаљке” у трајању од минута и 40 секунди.
Карлеуша је подржала концерт Даре Бубамаре истакнувши како она улаже у продукцију, што је допринело њихово помирење после њиховог конфликта који је трајао више од деценије. Априла 2018, Карлеуша је била гост на концерту Бубамаре и изазвали су велику медијску пажњу са artwork-ом #punokosta за песму „Галама” који је пратећи видео за наступ на концерту Даре. Крајем децембра 2018. године, Карлеуша и репер Surreal су се појавили као гости на песми „Марихуана” групе Милиграм, где су скренули пажњу на употребу марихуане у медицинске сврхе.
Крајем јануара 2019. године, Карлеуша је извела сингл „Лајк” са српским репером Газдом Пајом на додели награда Music Awards Ceremony 2019. Песму је објавила за сопствену издавачку кућу, JK Music. Наступ је обухватио увод инспирисан радом фотографа Платона Јурича, кроз који се осврнула на медијску реакцију у вези са њеним личним животом из протеклих месец дана.
Током пандемије ковида 19 2020. године, најавила је свој онлајн концерт путем српске музичке услуге YouBox, који се одржао 24. маја. Извођење стрима уживо привукло је више од 200.000 гледалаца. На сцени, Карлеуши су се придружиле и девојке из групе Hurricane, које су те године требале да представљају Србију на Песми Евровизије, и певачица Милица Павловић. За Новогодишњу ноћ 2021, Карлеуша је, након Саре Јо и Марије Шерифовић, наступила испред Дома Народне скупштине Србије, пред публиком од 50.000 људи.

### 2023—данас:и
Почетком августа 2023. композитор и супруг покојне Марине Туцаковић, Александар Радуловић Фута, избрисао је Карлеушин јутјуб канал заједно са свим њеним званичним музичким спотовима и аудио-снимцима, због наводног кршења ауторских права на дело његове покојне супруге. Након тога, 13. и 20. августа, Карлеуша је издала своје дуго очекиване студијске албуме под називом Alpha и Omega за JK Entrainment, чији су дистрибутери Virgin Music и Телеком Србија. Карлеуша је 18. септембра одржала бесплатни наступ у Београду на води. У телевизијском преносу, који је емитован на неколико регионалних ТВ станица, наступили су други извођачи са којима је Карлеуша сарађивала на своја два албима — Милица Павловић, Девито, Sajsi MC и Мими Мерцедез.
Карлеуша је 1. марта 2024. прошетала ревијом током Недеље моде у Паризу. Дана 19. октобра 2024. започела је своју турнеју у Скопљу. Она је 25. новембра у Галерији Београд одржала промотивни догађај поводом лансирања својих парфема и миста за тело, названих ЈА по нумери са албума Omega. По најави Карлеушиног наступа у Крагујевцу 31. децембра 2024. године, због њеног провладиног става, поједини Крагујевчани су покренули петицију против одржавања концерта која је до 17. децембра скупила преко 8.000 потписа.
Међутим упркос покушају укидања, у новогодишњој ноћи Карлеуша је наступила у Крагујевцу, односно Бору. Због претњи нередима које су јој упутили антивладини демонстранати, концерт у Крагујевцу је чувао велики број полицијских снага. Она је тврдила да је концерту присуствовало 70.000 људи и окривила Радио-телевизију Србије што није извештавала о њему. Карлеушин став подржао је Информер. Дана 7. јануара 2025. године, на православни Божић, Прва српска телевизија емитовала је телевизијски специјал Гала вече са Јеленом Карлеушом у којем је Карлеуша наступила испред Музеја Југославије, уз пратњу симфонијског оркестра. Такође је отпевала обраду песме Видовдан. Карлеуша је то назвала прославом 30. годишњице каријере.

## Имиџ у јавности
Јелена Карлеуша је позната по својим провокативним наступима, који се често сматрају модерним и претерано сексуалним, као и због отворених ставова, посебно у вези са другим јавним личностима и друштвено-политичком ситуацијом у Србији, што је изазивало и критике и јавно признање. Међутим, она има непорецив утицај на јавни живот и масовну културу у Србији и региону. У јавној анкети коју је 2013. године спровео Институт за развој културе, она је наведена као највећи утицај српске омладине после Новака Ђоковића. Наслов њене песме из 2012. године, „Содома и Гомора”, појавио се као питање на стандардизованом тесту за пријем на Филозофски факултет Универзитета у Нишу те године. Карлеуша је 2019. године служила и као предмет магистарског рада под називом Селебрити дипломатија на простору бивше државе Југославије: Случај Јелене Карлеуше  на Универзитету у Загребу, Факултет политичких наука.
Сматрана иконом стила, током година Карлеуша је стекла значајно локално и инострано признање кроз моду. Године 2015, постала је међународно истакнута након што је оптужила Ким Кардашијан, а затим и Бијонсе за копирање њеног модног стила, па је тако приказана у емисији Шоу Венди Вилијамс, међу многим другим медијима из целог света, расправљајући о њеном стилу и утицај друштвених медија. Следеће године, Кардашијанова је похвалила Карлеушин стил у колумни Woman Crush Wednesday-а, тврдећи да је за Јелену чула тек након медијских навода.
Почетком 2016. године имала је још један инцидент у међународним медијима када је награђивани Оскаром документарни филм о Ејми Вајнхаус за 2015. годину лажно користио нелиценциране сцене са Јелениног концерта 2013. године као оне последњег Вајнхаусиног београдског наступа. Карлеуша је у почетку планирала да реши тужбе против стваралаца због кршења ауторских права, али је на крају одустала због поштовања покојне певачице.

### Цензура
После наступа на музичком фестивалу Беовизија у фебруару 2004. године, Карлеушу је директор Александар Тијанић забранио на Радио-телевизији Србије. Разлог за ову одлуку је, према Карлеуши, чињеница да је њен изглед и музику Тијанић оценио „неприкладним”. У септембру 2016. објављено је да ће се Карлеуша први пут после више од деценије појавити на РТС-у, да гостује у емисији о моди Лице и потпетице, која је емитована у марту 2017. године.
Карлеуша је 2013. године такође доспела на црну листу телевизије Пинк након свађе са њеним власником Жељком Митровићем. Такође је изгубила и уговор са издавачком кућом City Records, која је такође у Митровићевом власништву. Крајем 2018. године, Карлеуша се вратила на Пинк у неколико телевизијских гостовања, али је након још једне свађе са Митровићем поново забрањена. Овога пута, свађа је покренута након што су новинари који раде за Пинк непрекидно снимали Карлеушу на гробу њене мајке, на њено неодобравање.

## Приватни живот
Дана 23. септембра 2004. удала за Бојана Карића, познатог као братанац предузетника Богољуба Карића. Разишли су се четири месеца касније, а потом и развели у марту следеће године.
Дана 28. јуна 2008. удала се за фудбалера Душка Тошића. Имају две ћерке: Атину (2008) и Нику (2009), обе рођене царским резом истог датума — 7. септембра. У јануару 2022. Тошић је добио 30-дневну забрану приласка због сумње на насиље у породици након што га је Карлеуша пријавила на Божић по јулијанском календару. Према писању медија, Карлеуша је већ пријавила свог супруга за физички напад у марту 2020. У оба случаја одлучила је да не поднесе тужбу против њега. Карлеуша је 5. јула 2022. на свом Instagram профилу потврдила да ће се Тошић и она растати након 14 година брака. Даље је навела да су се споразумно договорили да она добије старатељство над њиховим ћеркама. Међутим, у децембру 2023. изјавила је да Тошић и она и даље одржавају „про форма” брак. Дана 15. септембра 2024. објавила је да је потписала споразумни развод брака, чиме се после 16 године развела од Душка Тошића.
У децембру 2020. рекла је да има и пасош Словеније јер јој је мајка рођена у Љубљани. Изјашњава се као атеиста. Од 2016. је вегетаријанка, а изјавила је да би желела да постане веганка.

### Активизам
Због свог залагања за права ЛГБТ+ особа у Србији, Геј лезбејски инфо центар прогласио је Карлеушу за геј икону 2010. У септембру 2017. отворила је Параду поноса у Београду као њена „кума”. Такође гласно говори на тему права животиња. У јулу 2018. сарађивала је са Петом на њиховој кампањи против употребе правог крзна у модној индустрији.
Поред тога, током своје каријере је подржавала разне друге акције. Након поплава на Балкану 2014. године, три дана узастопно је снабдевала склоништа у Србији основним потрепштинама. Исте године, Карлеуша и њен тадашњи супруг били су међу ретким познатим личностима из региона који су финансијски допринели истраживању АЛС-а након што су учествовали у леденом изазову. Године 2015. наступила је на добротворном концерту Доне Арес за жртве рака у Олимпијској дворани Зетра. У децембру 2018. донирала је 100.000 динара ВК Партизан за грејање базена током зимске сезоне.

### Политички ставови
Током година, подржавала је различите политичке опције и појединце. У интервјуу из 1998. показала је симпатије према Слободану Милошевићу, наводећи да га је сматрала „најсимпатичнијим”. С друге стране, након свргавања Милошевића, отворено је хвалила Зорана Ђинђића због његове прогресивне политике. Подржала је и Чедомира Јовановића и гостовала на трибини коју је организовала Либерално-демократска партија у октобру 2010. године.
У првим годинама владавине Александра Вучића, отворено се противила његовој политици и подржавала протесте против њега. Међутим, касније је подржала Вучића на општим изборима у Србији 2022. Штавише, у новембру 2021. подржала је рударску операцију у области Јадар коју су предложили Rio Tinto и Влада Републике Србије, упркос националним протестима против тога због потенцијално опасних утицаја на животну средину. Такође је критиковала протесте 2023. одржане након пуцњаве у београдској школи и придружила се контрамитингу који је 27. маја 2023. године организовала владајућа Српска напредна странка. Такође, у вези са протестима 2023. године, суочила се са различитим реакцијама након што је критиковала глумце због учешћа у антивладиним протестима који глуме у телевизијским серијама и филмовима које финансира државни Телеком Србија. Посланик Народне скупштине Ђорђе Станковић оптужио је Карлеушу да ће од Телекома добити 1,5 милиона евра за свој једанаести студијски албум и сопствени ток-шоу.
Поред тога, критиковала је српске политичаре Драгана Марковића Палму и Војислава Шешеља, као и Милорада Додика и Владу Републике Хрватске.

### Правна питања
Године 2010. певачица Цеца покренула је судски поступак против Карлеуше за клевету након што јој се Карлеуша обратила отвореним писмом преко платформе Facebook, оптужујући је да одржава блиске везе са Земунским кланом преко веза свог покојног супруга Аркана и учествовање у убиству тадашњег Карлеушиног дечка Зорана Давидовића 1999. године, који је такође био повезан са криминалом. Такође се осврнула и на гласине да је Цеца намерно направила лош публицитет Карлеуши преко својих познанстава у медијима и шоу-бизнису. У фебруару 2017. Цеца је изборила победу над Карлеушом, која је кажњена са 650 евра и наложено да покрије Цецине судске трошкове од 900 евра.
Дана 10. априла 2018. године саслушана је под сумњом да је ширила панику усред националне епидемије морбила, након што се јавно залагала за слободу избора када је у питању MMR вакцинација. Објаснила је да своје ставове заснивала на личном искуству са једном од ћерки која је, према њеним речима, имала лошу реакцију након вакцинације. У мају 2021. јавно је примила вакцину против ковида 19, где је истакла да није „антиваксерка” и охрабрила народ Србије да се вакцинише.
У јануару 2019. медији су почели да спекулишу о афери између Карлеуше и фудбалера Огњена Врањеша, што је она одлучно негирала. Скандал је избио када су њене наге фотографије почеле да круже интернетом и на крају су постављене на насловнице више дневних таблоида у Србији. Карлеуша се 14. јануара огласила на платформи Twitter, тврдећи да је већина фотографија монтирана, док су остале украдене са њеног мобилног телефона. Њен Twitter налог је потом суспендован након што је објавила наге фотографије Врањеша, које је, према њеним речима, добила од певачице која је била у вези са њим. У периоду од јануара до фебруара 2019. доспела је на 110 насловних страна дневних новина, где је била представљена углавном негативно, а наслови су се односили на њен приватни живот. Савет за штампу Србије јавно је осудио таблоиде због кршења Кодекса новинарства Србије, наводећи овај инцидент као одличан пример пропасти српске медијске сцене последњих година. Државни секретар Министарства културе и информисања Александар Гајовић изјавио је 16. јануара да ће Министарство поднети извештаје о прекршајима против српских таблоида Курир, Информер, Ало! и Српски телеграф за њихове сексуално експлицитне насловне странице. Повереница за заштиту равноправности Бранкица Јанковић изјавила је да су таблоиди наставили да крше Кодекс новинарства промовишући „омаловажавајуће и увредљиве” садржаје, као и родне стереотипе упркос укорима из Министарства. Сама Карлеуша покренула је преко 140 кривичних пријава против Врањеша и споменула новине због организованог и континуираног линча, клевете, фотомонтаже и напада на достојанство, углед и част своје породице. Такође је изјавила да ће сав новац од тужби ићи у добротворне сврхе.

## Дискографија
Студијски албуми
- Огледалце (1995)
- Жените се момци (1996)
- Вештице, виле (1997)
- Јелена (1998)
- Гили, гили (1999)
- За своје године (2001)
- Само за твоје очи (2002)
- Магија (2005)
- (2008)
- Дива (2012)
- (2023)
- (2023)

## Награде и номинације
| Награда            | Година              | Категорија                  | Номинован/рад               | Резултат    | Извор   |
| ------------------ | ------------------- | --------------------------- | --------------------------- | ----------- | ------- |
| Оскар популарности | 1999.               | Албум године                | Гили, гили                  | Освојено    |         |
| Оскар популарности | 2001.               | Извођач године              | Она                         | Освојено    |         |
| Оскар популарности | 2004.               | Женски извођач године       | Она                         | Освојено    |         |
| Оскар популарности | 2005.               | Албум године                | Магија                      | Освојено    |         |
| Оскар популарности | 2008.               | Албум године                |                             | Освојено    |         |
|                    | 2010.               | Геј икона                   | Она                         | Освојено    | [ 117 ] |
| Оскар популарности | 2011.               | Женска фолк певачица године | Она                         | Номинација1 | [ 118 ] |
|                    | 2019.               | Сарадња године              | „Банкина” (са Ацом Лукасом) | Освојено    | [ 119 ] |
| 2020.              | Треп сарадња године | „Лајк” (са Газдом Пајом)    | Освојено                    |             |         |

1. ^  Карлеуша је своје фанове намерно замолила да не гласају за њу, јер по њеном мишљењу не може да буде етикетирана као „фолк” певачица.[120]